# 1914 Hartbeespoortdam
1914 Hartbeespoortdam este un asteroid din centura principală, descoperit pe 28 septembrie 1930 de Hendrik van Gent.